# Partie (droit)
Pour les articles homonymes, voir Partie.
En droit, une partie est chacune des personnes, physiques ou morales, qui passent un contrat l'une avec l'autre, par opposition aux tiers qui y sont étrangers et ne l'ont pas signé.